# Eifeler Regel
Die Eifeler Regel ist ein Phänomen, das zuerst in der Sprachwissenschaft des späten 19. Jahrhunderts bei Eifeler Mundarten am westlichen Rand des Sprachraums der deutschen Sprache gefunden und beschrieben wurde. Daher stammt auch der Name. Es taucht aber in unterschiedlichen Abwandlungen und unterschiedlich deutlich ebenfalls in weiteren mitteldeutschen Dialekten wie zum Beispiel dem Kölschen oder Hessischen und im Luxemburgischen auf.
Die Regel beschreibt einen phonologischen Prozess in den Sprachen, der für den Wegfall eines endständigen -[n] bestimmter Wörter in bestimmten Umgebungen sorgt. Er ist sprachbezogen unterschiedlich und wird auch in sehr unterschiedlichem Umfang in der jeweiligen Schriftsprache berücksichtigt.
Die Eifeler Regel kann als Beschreibung eines speziellen Sandhi aufgefasst werden.

## Luxemburgisch
Die Luxemburgische Rechtschreibung zielt auf eine phonetisch korrekte Schreibung. Daher wird die Auslassung des n in der schriftlichen Wiedergabe der Sprache berücksichtigt. Heute stellt sich die Eifeler Regel daher zwar als eine Rechtschreibregel dar, ihre richtige Anwendung bedarf aber der Kenntnis des gesprochenen Luxemburgischen. Die Regel betrifft Wörter, die auf -n oder -nn enden. Diese Endungen sind ausgesprochen häufig bei Verben, dem Plural von Substantiven und bestimmten Funktionswörtern, wie Artikeln, Pronomen und Präpositionen des Luxemburgischen. Daher ist die Wirkung der Eifeler Regel sehr weitgehend.
Sie lässt sich in ihren Grundlagen so beschreiben:
- Ein endständiges -n(n) entfällt:
  - vor allen Konsonanten außer d, h, n, t, z.
(zwischen Wörtern): den + Ball → de Ball (der Ball), wann + mer ginn → wa mer ginn (wenn wir gehen), ech sinn + rosen → ech si rosen (ich bin wütend) ...
(in zusammengesetzten Wörtern): Dammen + Schong → Dammeschong (Damenschuhe), Reen + Bou → Reebou (Regenbogen), dräi + an + fofzeg → dräiafofzeg (dreiundfünfzig) ...
Eine Ausnahme sind anderen Sprachen entlehnte Wörter und/oder Abkürzungen, wenn diese so ausgesprochen werden, dass der 1. Buchstabe nach einem d, h, n, t, z oder einem Vokal klingt: den James Bond, den Check-in, den SMS-Text ...
- Ein endständiges -n(n) entfällt nicht:
  - vor den Konsonanten d, h, n, t, z.
den Tuerm (der Turm), wann hien drénkt (wenn er trinkt), ech sinn duuschtereg (ich bin durstig) ...
Gromperenzalot (Kartoffelsalat), Reendrëps (Regentropfen), fënnefandrësseg (fünfunddreißig) ...
  - vor einem Vokal.
den Apel (der Apfel), wann ech ginn (wenn ich gehe), ech sinn al (ich bin alt) ...
Ouerenentzündung (Ohrenentzündung) ...
Eine Ausnahme ist hier das Y: Beim Y wird der zweite Buchstabe verglichen: wenn es sich um einen Vokal handelt, fällt das -n weg, sonst bleibt es stehen[3]: den Yvan, de Yuri ...
Eine weitere Ausnahme sind anderen Sprachen entlehnte Wörter, wenn diese so ausgesprochen werden, dass der 1. Buchstabe nach einem Konsonanten klingt, welcher das n entfallen lassen würde: de One-Night-Stand, de OneNote-Fichier ...
  - am Satzende und vor einem Satzzeichen.
Ech hunn (wéi gëschter) vill geschafft. (Ich habe (wie gestern) viel gearbeitet.)

Die Auslassung kann, muss aber nicht erfolgen vor den folgenden Funktionswörtern, die mit s beginnen:
säin, si/se/s, sech, seng, sou und möglicherweise weiteren.
Wichtig ist, dass viele Wortendungen auf -n oder -nn nicht von der Eifeler Regel betroffen sind:
Eigennamen: Schuman, Johann, München.
Lehnwörter: Roman, Maschin(n), alle Hauptwörter, die auf -ioun enden.
Die Vorsilbe on-: onvergiesslech (unvergesslich)
Viele Hauptwörter und Adjektive (aus historischen Gründen): Mann (Mann), dënn (dünn), Kroun (Krone), Loun (Lohn), blann (blind), …
Tatsächlich ist das n als Konsonant im Wortstamm, im Gegensatz zur grammatisch motivierten Endung, im Allgemeinen unverändert, mit bemerkenswerten Ausnahmen, wie:
Wäi(n) (Wein) → Wäikeller, Stee(n) (Stein) → Steekaul (Steinbruch), geschwë(nn) (bald, schnell).
Wenn eine Endung -n in der Mehrzahl bei einem Wort fortfällt, dessen Einzahl mit -e endet, muss eine Diärese benutzt werden, um den Plural vom Singular unterscheiden zu können:
Chance (Singular), Chancen (Plural in der vollständigen Form), Chancë (Plural mit Anwendung der Eifeler Regel)